# Megachile piliceps
Megachile piliceps är en biart som beskrevs av Henri Saussure 1890. Megachile piliceps ingår i släktet tapetserarbin, och familjen buksamlarbin. Inga underarter finns listade i Catalogue of Life.